# Aleš Kranjc
Aleš Kranjc (Jesenice, 29 luglio 1981) è un hockeista su ghiaccio sloveno.

## Carriera
Nel corso della sua carriera ha indossato finora, tra le altre, le maglie di HK Jesenice, Vienna Capitals, Alba Volán Székesfehérvár, HC České Budějovice, Kölner Haie, Södertälje SK e HDD Jesenice.
Ha partecipato a diverse edizioni dei campionati mondiali come membro della nazionale slovena.